# Die vergessenen Kämpfer
Die vergessenen Kämpfer (Originaltitel: Les Harkis) ist ein Historiendrama von Philippe Faucon, das im Mai 2022 bei den Internationalen Filmfestspielen von Cannes seine Premiere feierte und im Oktober 2022 in die französischen Kinos kam.

## Handlung
Ende der 1950er, Anfang der 1960er Jahre, während der letzten 30 Monate des Algerienkrieges, treten Salah und Kaddour gemeinsam mit einigen anderen jungen Algeriern als Harkis der französischen Armee bei. Sie sind Algerier, die an der Seite Frankreichs kämpfen. Ihre Einheit wird von Leutnant Pascal kommandiert, der versucht, seine Männer nach Frankreich zurückzubringen.

## Produktion

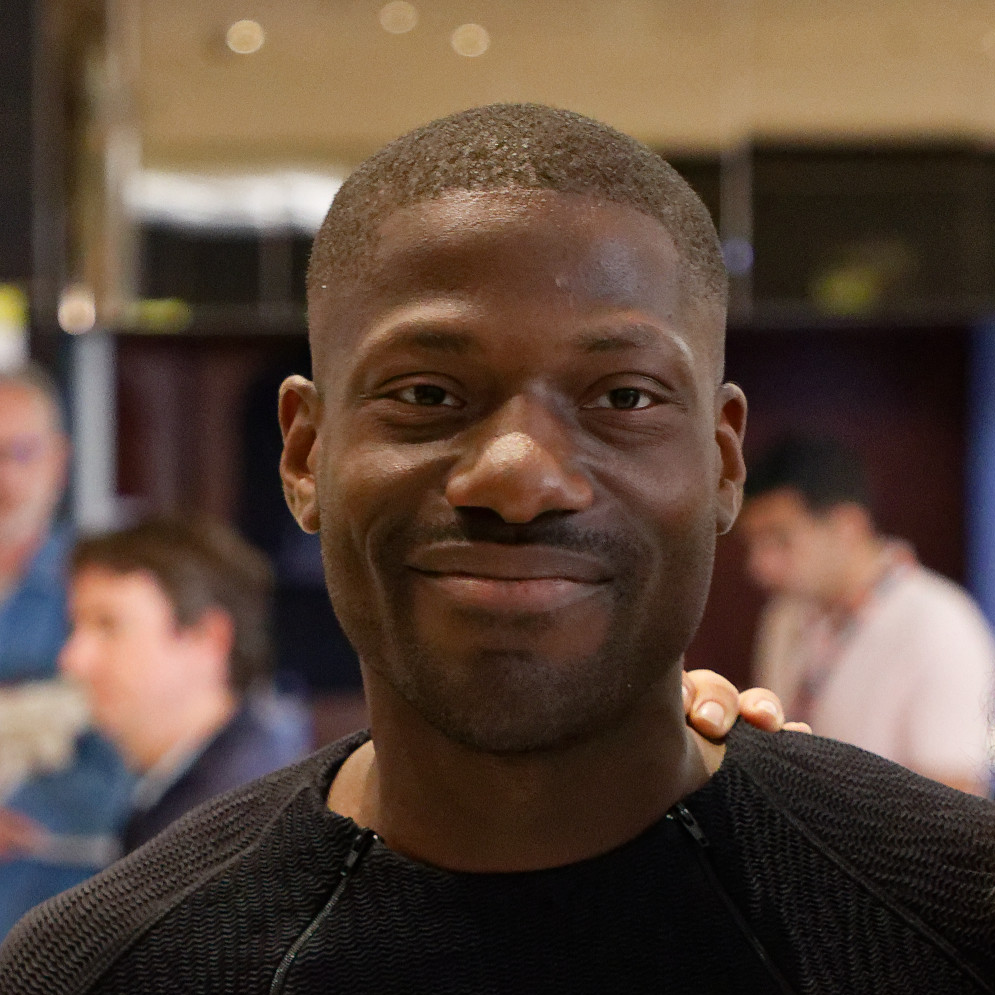
Théo Cholbi spielt Pascal

Regie führte Philippe Faucon, der zusammen mit Samir Benyala und Yasmina Nini-Faucon auch das Drehbuch schrieb. In seinem letzten Kinofilm Amin hatte der 1958 in Marokko geborene Filmemacher das Leben von Emigranten erstmals explizit aus der Perspektive des Ursprungs- und des Ankunftslandes thematisiert. Die Titelfigur kann auch nicht in die Heimat zurück, da seine Angehörigen von dem Geld leben, das er ihnen schickt. Auch die Idee zur Miniserie Fiertés – Mut zur Liebe, die sich über drei Jahrzehnte erstreckt und in der gesellschaftlichen Ansichten über Homosexualität und AIDS im Mittelpunkt stehen, stammt von Faucon.
Der französische Nachwuchsschauspieler Théo Cholbi ist in der Rolle von Pascal zu sehen. Omar Boulakirba spielt Ahmed, Pierre Lottin Lieutenant Krawitz und Amine Zorgane in seiner ersten Filmrolle den jungen Harki Kaddour.
Als Kameramann fungierte Laurent Fénart.
Die Premiere erfolgte am 19. Mai 2022 bei den Internationalen Filmfestspielen von Cannes, wo der Film in der Reihe Quinzaine des Réalisateurs gezeigt wurde. Der Kinostart in Frankreich erfolgte am 12. Oktober 2022. Ebenfalls im Oktober 2022 wurde er beim Busan International Film Festival vorgestellt.